# Endocarpon helmsianum
Endocarpon helmsianum är en lavart som beskrevs av Müll. Arg. Endocarpon helmsianum ingår i släktet Endocarpon och familjen Verrucariaceae.   Inga underarter finns listade i Catalogue of Life.